# Kaika
Kaika es una aldea del municipio de Antsla, en el condado de Võru, Estonia, con una población censada a final del año 2011 de 39 habitantes. 
Se encuentra ubicada al noroeste del condado, cerca de la frontera con los condados de Valga y Põlva.